# Tschetwertnja
Tschetwertnja (ukrainisch und russisch Четвертня; polnisch Czetwertnia) ist ein Dorf im Osten der ukrainischen Oblast Wolyn mit etwa 1300 Einwohnern (2001).

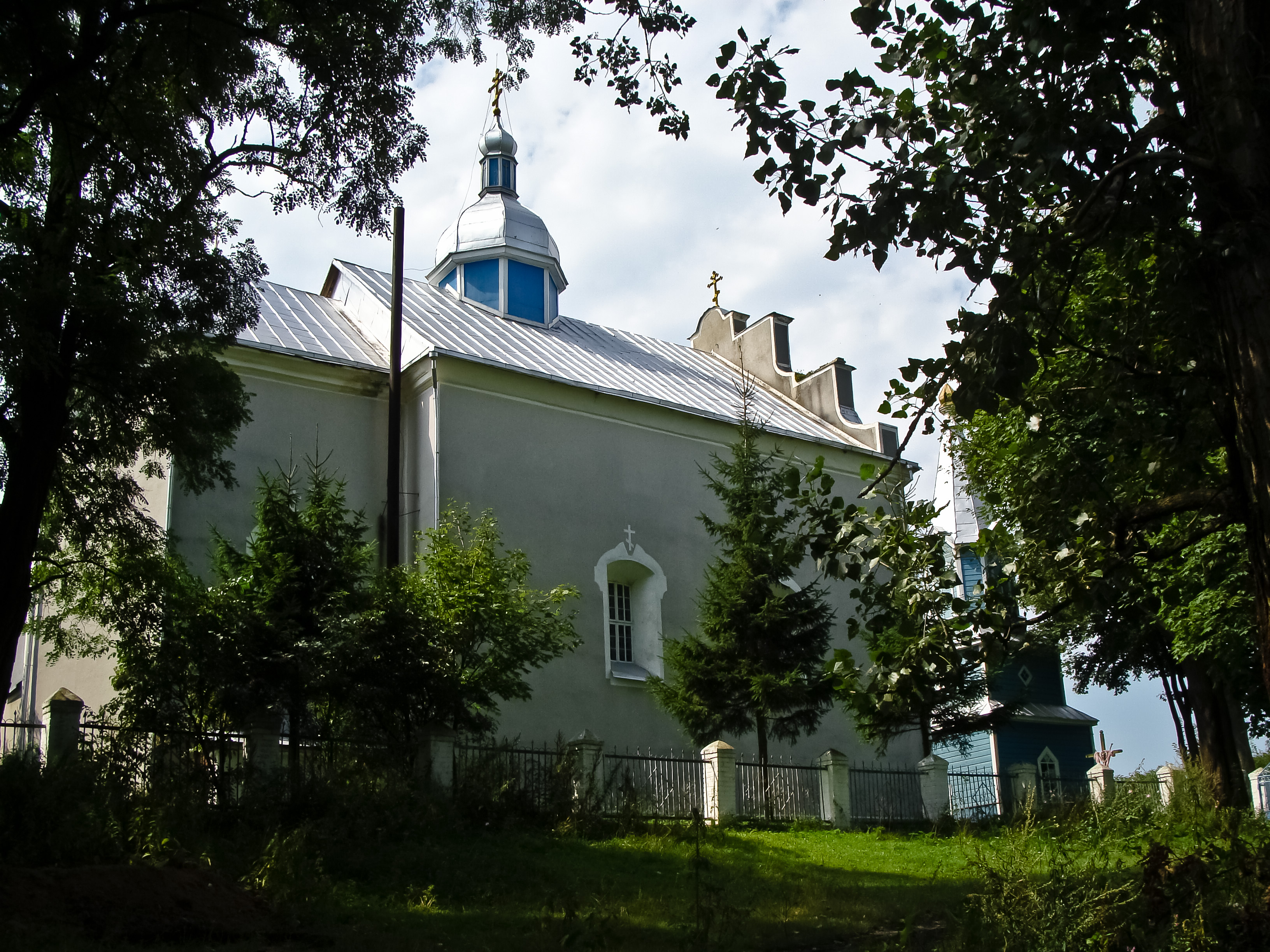
Dorfkirche

Das erstmals im 11. Jahrhundert erwähnte alte slawische Dorf wuchs bis zum 13. Jahrhundert zu einer großen Siedlung und wurde im 16. Jahrhundert eine Stadt mit mehr als 2000 Einwohnern. 1625 gab es hier bereits eine Druckerei. Zwischen dem 3. Juli 1941 und dem 2. Februar 1944 war die Ortschaft von Truppen der Wehrmacht besetzt.

## Geografische Lage
Sie liegt am Ufer des Styr auf einer Höhe von 173 m. Das Gemeindezentrum Kolky liegt 18 km nordöstlich, das ehemalige Rajonzentrum Manewytschi etwa 30 km nordöstlich und das Oblastzentrum Luzk 40 km südlich von Tschetwertnja.
Am 9. Juni 2017 wurde das Dorf ein Teil neu gegründeten Siedlungsgemeinde Kolky, bis dahin bildete der Ort zusammen mit dem Dorf Krynytschne (Криничне) die Landratsgemeinde Tschetwertnja (Четвертнянська сільська рада/Tschetwertnjanska silska rada) im Südwesten des Rajons Manewytschi.
Am 17. Juli 2020 wurde der Ort Teil des Rajons Luzk.

## Söhne und Töchter der Ortschaft
- Iryna Klymez (* 1994), Hammerwerferin